# 방 (음식)

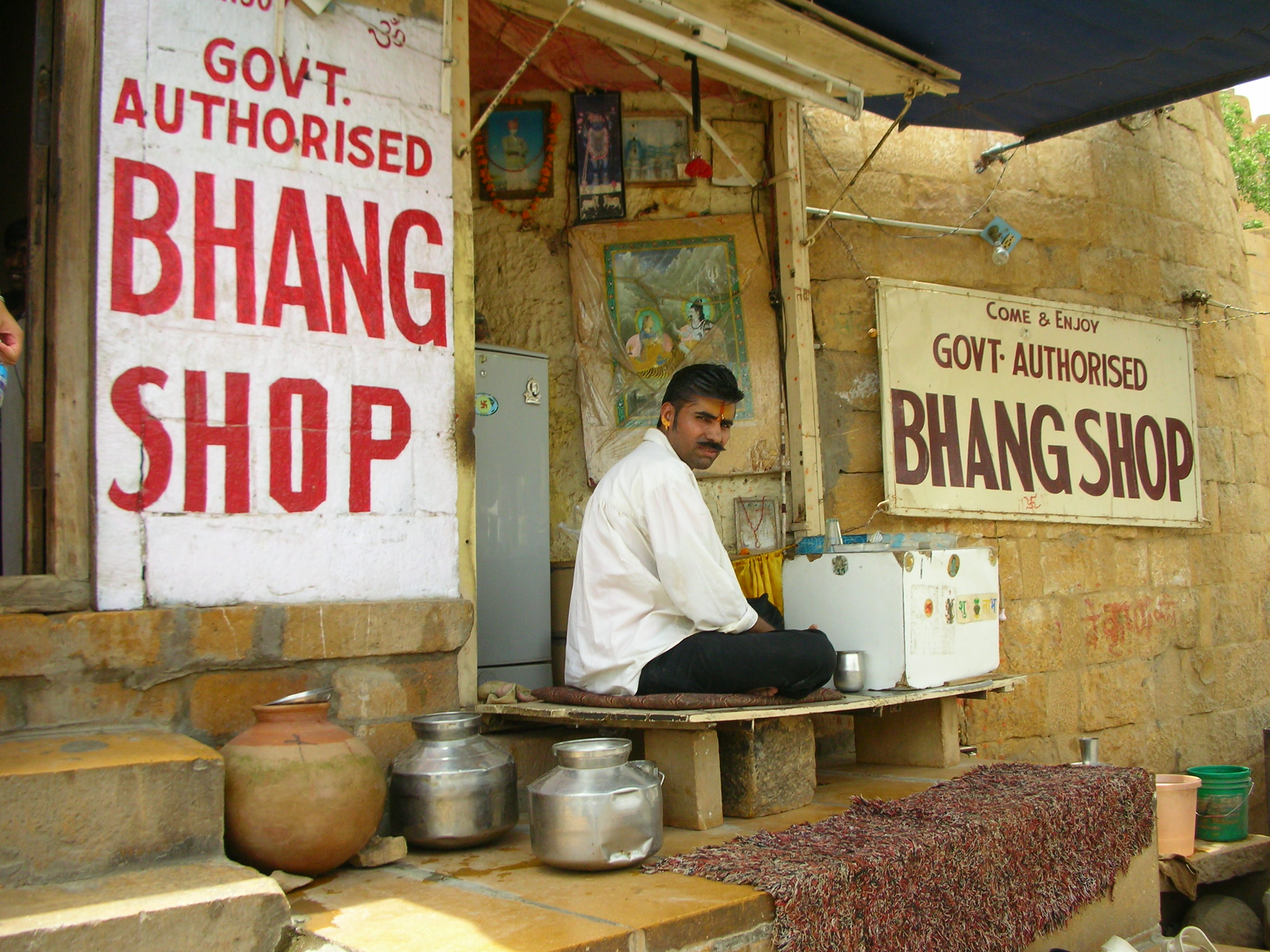
자이살메르의 방 가게

방(힌디어: भांग)은 대마 제품이다. 인도 대륙에서 종교적 의미, 기호품, 약효를 기대하기 위한 섭취 등의 여러 가지 이유로 음식과 음료에 혼합된 형태로 전통적으로 이용되고 있다.

## 인도 대륙
인도 대륙에서는 방을 음주의 목적으로 수세기에 걸쳐 사용되어 왔다. 인도와 네팔에서는 홀리와 마하 시바라트리와 같은 힌두교 축제에서 방을 사람들이 섭취하는 모습을 볼 수 있다.

## 역사
인도에서 방 문화는 베다 시대부터 존재하고 있으며, 북부 인도의 문화에서는 불가분의 요소이다. 사두는 깊은 명상을 하기 위하여 방을 사용하여 삼매를 달성한다. 방 대마초는 수피 사이에서도 엑스터시에 이르기 위해 보조적으로 이용되고 있다.
1596년 네덜란드 상인 얀 하위헌 판 린스호턴은 기행문에서 방 (Bangue)에 대해 3페이지에 할애하여 설명하고 있다. 그 중에서도 그는 이집트의 하시시, 터키의 보자, 터키의 베르나비, 아라비아의 부르시 등 모든 부분에서 동일하게 소비되고 있다고도 설명하고 있다.
역사가 리처드 대븐포트하인스는 제일 먼저 방을 경험한 서양인은 영국의 상인 토머스 바우리라고 하였다.

## 만드는 방법과 방 제품

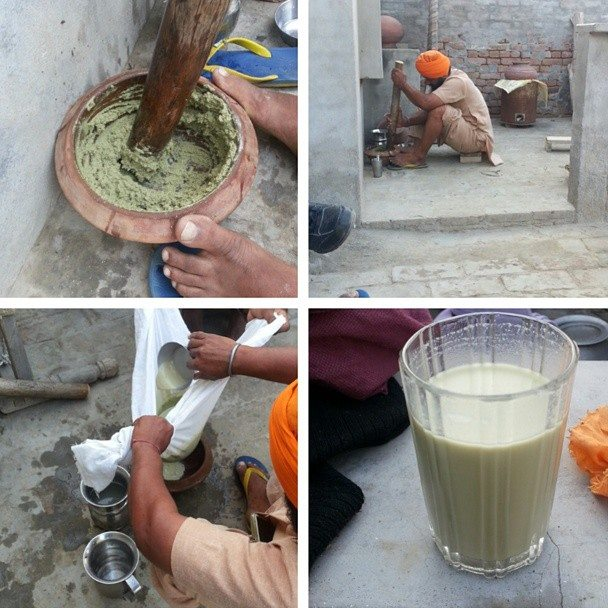
방 음료를 만드는 방법

인도 대륙은 가트에서 방을 만드는 사람들을 보게 될 수 있다. 절구와 절굿공이를 이용해 대마초 꽃과 잎을 갈아서 반죽한다. 거기에 우유, 버터 (버터 같은 것), 향신료가 추가된다. 이 반죽을 탄다이 (우유 기반 음료)에 넣으면 "방 탄다이", "방 라씨" 등이라고 불리며 알코올 대신 음용된다. 또는 방에 버터와 설탕을 추가하여 만든 할바 (과자의 일종)로 또는 골리 (golee)라는 사탕으로 사용되는 경우도 있다.

## 문화
방은 인도 대륙에서 문화적으로도 전통적으로도 떼어낼 수 없는 불가분의 관계이다. 인도의 농촌 지역에서 방은 약효를 가진 식물로 받아 들여지고 있다. 방을 바르게 복용하여 이질, 일사병에 효과가 있으며, 소화, 식욕을 촉진하고, 심지어 언어 장애와 조음 장애에도 효과가 있다고 믿는 사람들도 있다.